# Макдоналд (Охајо)
Макдоналд (енгл. McDonald) град је у америчкој савезној држави Охајо.

## Демографија
По попису из 2010. године број становника је 3.263, што је 218 (-6,3%) становника мање него 2000. године.
| Група             | 2000.         | 2010.         |
| Белци             | 3.379 (97,1%) | 3.131 (96,0%) |
| Афроамериканци    | 35 (1,0%)     | 36 (1,1%)     |
| Азијати           | 4 (0,1%)      | 7 (0,2%)      |
| Хиспаноамериканци | 33 (0,9%)     | 49 (1,5%)     |
| Укупно            | 3.481         | 3.263         |